# カッサームロケット
カッサームロケット（アラビア語: صاروخ القسام）は、ハマースの軍事組織イッズッディーン・アル＝カッサーム旅団が運用するロケット弾。カッサムロケット（Qassam/Kassam rocket）とも表記される。その名称は、反英・反シオニスト活動で知られ、1935年に官憲によって殺害されたパレスチナの宗教家イッズッディーン・アル＝カッサームにちなんでいる。
簡素な作りの初歩的なロケット弾であるが、それ故に製造もまた容易である。
ガザ地区からイスラエルへの攻撃手段として、2001年からロケット弾の使用が確認されている。

## 構造
小型の弾頭、金属パイプ製の推進部、小型の安定翼4枚とノズルを持つ尾部に分かれる。誘導装置は有しておらず、無誘導弾としての精度も低いが、製造は容易でコストも低廉である。
800ドル程度の費用で調達できる材料は、イスラエルから奪ったりエジプトからの密輸によって供給されていることが知られており、弾頭にはTNT火薬、推進剤は化学肥料、外装は鉄パイプなどの民間市場に流通しているものが用いられている。

### 型式
射程、大きさなどが異なる4タイプが知られている。
|            | カッサーム1 | カッサーム2 | カッサーム3 | カッサーム4 |
| ---------- | ----------- | ----------- | ----------- | ----------- |
| 射程（km） | 5           | 12          | 16          | 17          |
| 全長（cm） | 70 - 80     | 180         | 240         |             |
| 直径（cm） | 6           | 15          | 17          |             |
| 弾頭（kg） | 5           | 10          | 20          |             |
| 重量（kg） | 35          | 40          | 90          |             |

カッサーム1は、射程が短くその多くが砂漠に落下している。カッサーム2は、スデロットを射程に収め、射程を延伸したカッサーム3はアシュケロンに到達した。カッサーム4は、さらに長射程の17kmを目標とするものであったが、開発段階にとどまっておりBM-21がその射程をカバーしている。

## 運用
射程は迫撃砲よりは長く、使用法が簡便であり、速やかな展開、撤収が可能となっている。
その一方で弾頭が小型で使用されている炸薬が少量であることから、威力自体は低い。破片効果弾頭の開発により、威力を補っており、高品質な炸薬の製造も増やされている。
低威力であるため、2001年から2008年にかけて他のロケットを含めて10,000発が使用されたものの、人的被害は死者28人、負傷者600人強にとどまった。カッサームロケットによる被害は、人的・物的なものよりも心理的な面（PTSD）が大きいことは、双方が認識している。
カッサームロケットは、ガザ地区にほど近いスデロットとネゲヴ西部に向けて発射されることが多く、その発射地点の97%は市街地、それも病院、学校やモスクなどの付近からであったが、ランチャーがトラックにより容易に移動できることもあり、直接的な制圧は不可能であった。イスラエル国防軍はランチャーの制圧ではなく、早期警戒レーダーによる避難と報復攻撃を行うことで対処した。さらに、2011年からCounter-RAMシステムアイアンドームを配備して、ロケット弾の迎撃により被害を低減させることに成功した。

## 注
1. ↑  2002年3月5日が最初とされることもあるが、これは、カッサム2の初使用である[4]。
2. ↑  これはヨルダン川西岸地区からテルアビブが射程に入る距離である[11]。
3. ↑  周囲数百メートルにまで緩和されたものの、市街地への攻撃は内規で制限されていた[5]。